# Markławka

Ortsansicht

Markławka (deutsch Marklack) ist ein Dorf in Polen in der Woiwodschaft Ermland-Masuren. Das Dorf ist Teil der Gmina Barciany (Landgemeinde Barten), Powiat Kętrzyński (Kreis Rastenburg).

## Geographische Lage
Markławka liegt im Nordosten Polens. Die polnische Staatsgrenze zur russischen Oblast Kaliningrad liegt etwa 20 Kilometer nördlich des Dorfes. Etwa ein bis zwei Kilometer südlich von Markławka liegen Pieszewo (deutsch Petermanns) und Winda (deutsch Wenden), einen Kilometer nördlich liegt Rodele (Rodehlen). Die Kreisstadt Kętrzyn (Rastenburg) ist elf Kilometer in südlicher Richtung entfernt.

## Geschichte
Marklack, vor 1871 auch Adlig Marklack, wurde 1342 mit einer Fläche von vier Włóka angelegt. Das Dorf besaß eine Mühle. 1818 wurden für das Dorf sechs Häuser und 78 Einwohner festgestellt.
Bis 1928 gehörte das Gut Marklack zum Gutsbezirk Wehlack  (polnisch Skierki) im gleichnamigen Amtsbezirk. Zählte das Dorf 1820 noch 78 Einwohner, so waren es 1885 bereits 138 und 1905 noch 137. Am 30. September wurde Marklack in die Landgemeinde Petermanns (polnisch Pieszewo) umgegliedert, am 1. April 1939 dann schließlich nach Rodehlen (polnisch Rodele) eingemeindet.
Im Januar 1945 nahm die Rote Armee die Gegend ein und als Folge des Krieges wurde sie Teil Polens. Es entstand hier eine landwirtschaftliche Genossenschaft. 1970 lebten in Markławka 87 Menschen. Mit der Auflösung der Gromadas wurde das Dorf 1973 Teil des Schulzenamtes (polnisch Sołectwo) Skoczewo (deutsch Hermannshof) in der Gemeinde Barciany (Barten). Innerhalb derer ist es heute Teil des Schulzenamtes Rodele.

## Kirche
Bis 1945 war Marklack in die evangelische Kirche Wenden in der Kirchenprovinz Ostpreußen der Kirche der Altpreußischen Union sowie in die katholische Kirche Rastenburg im damaligen Bistum Ermland eingepfarrt.
Heute gehört Markławka zur katholischen Pfarrei Winda im jetzigen Erzbistum Ermland sowie zur evangelischen Kirchengemeinde Barciany, einer Filialgemeinde der Johanneskirche Kętrzyn in der Diözese Masuren der Evangelisch-Augsburgischen Kirche in Polen.

## Verkehr
Nach Markławka führt eine Nebenstraße, die etwa 500 Meter nördlich in die Woiwodschaftsstraße 591 (einstige deutsche Reichsstraße 141) bei Rodele mündet. 
Es gibt eine Linienbusverbindung, welche unter anderem Verbindungen nach Kętrzyn anbietet.
Das Dorf verfügt über keinen eigenen Bahnanschluss. Die nächste Bahnstation befindet sich im etwa elf Kilometer südlich gelegenen Kętrzyn bzw. im etwa 15 Kilometer südwestlich gelegenen Korsze (Korschen). Von Korsze bietet die PKP Direktverbindungen nach Olsztyn (Allenstein) und Posen an, von Kętrzyn aus fahren Züge nach Ełk (Lyck) und Białystok.
Der nächste internationale Flughafen ist der Flughafen Kaliningrad, der sich etwa 90 Kilometer nordwestlich auf russischem Hoheitsgebiet befindet. Der nächste internationale Flughafen auf polnischem Staatsgebiet ist der etwa 190 Kilometer westlich gelegene Lech-Wałęsa-Flughafen Danzig.